# کوبه‌دندانیان
کوبه‌دندانیان (نام علمی: Hyperodapedontinae) نام یک زیرخانواده از راسته رینکوسور است.